# Hierophis
Hierophis is een geslacht van slangen uit de familie toornslangachtigen (Colubridae) en de onderfamilie Colubrinae.

## Naam en indeling
De wetenschappelijke naam van de groep werd voor het eerst voorgesteld door Leopold Fitzinger in 1834.
Er zijn drie soorten, lange werd Dolichophis cypriensis ook tot het geslacht Hierophis gerekend.

### Soorten
Het geslacht omvat de volgende soorten, met de auteur en het verspreidingsgebied.
| Naam                                           | Auteur         | Verspreidingsgebied                                                      |
| ---------------------------------------------- | -------------- | ------------------------------------------------------------------------ |
| Hierophis andreanus                            | Werner, 1917   | Irak, Iran                                                               |
| Balkantoornslang (Hierophis gemonensis)        | Laurenti, 1768 | Italië, Kroatië, Slovenië, Herzegovina, Montenegro, Albanië, Griekenland |
| Geelgroene toornslang (Hierophis viridiflavus) | Lacépède, 1789 | Spanje, Zwitserland, Kroatië, Slovenië, Italië, Malta                    |

## Verspreiding en habitat
De soorten komen voor in delen van Europa en het Midden-Oosten en leven in de landen Italië, Kroatië, Slovenië, Spanje, Zwitserland, Malta, Herzegovina, Montenegro, Irak, Iran, Albanië en Griekenland.
De habitat bestaat uit scrubland, bossen en weilanden, ook in door de mens aangepaste streken zoals plantages en landelijke tuinen kan de slang worden aangetroffen.

## Beschermingsstatus
Door de internationale natuurbeschermingsorganisatie IUCN is aan twee soorten een beschermingsstatus toegewezen. Deze slangen worden beschouwd als 'veilig' (Least Concern of LC).